# Big Mike
Pour les articles homonymes, voir Big Mike (homonymie).
Michael Barnett, dit Big Mike, né en 1971 à La Nouvelle-Orléans en Louisiane, est un rappeur américain. Il est connu pour ses nombreuses mixtapes.

## Biographie
Il commence à rapper avec le groupe Convicts en compagnie du rappeur de Houston, Mr. 3-2. Leur premier album éponyme, Convicts, publié en 1991, est le premier de Big Mike distribué par le label Rap-A-Lot Records. Big Mike se fait ensuite connaître en étant sur le point de signer avec le label Death Row Records, jusqu'à ce qu'il soit appelé par James Prince pour remplacer Willie D, parti des Geto Boys. Il accepte alors de faire partie intégrante du groupe, publiant avec les Geto Boys l'album Till Death Do Us Part,.
Big Mike publie son premier album solo, Somethin' Serious, en 1994 au label Rap-A-Lot,. L'album atteint la 40e place du Billboard 200. Lorsque Willie D retourne dans le groupe sur l'album suivant, Big Mike signe au label Virgin Records et quitte les Geto Boys pour continuer une carrière musicale en solo. En 1995, il apparaît sur deux bandes originales, celles du film Esprits rebelles avec la chanson Havin' Thangs, et celle du film Panther avec la chanson The Points (en featuring avec Bone Thugs-N-Harmony, The Notorious B.I.G., Coolio, Redman, Menace Clan, Busta Rhymes et Buckshot).
Le 8 avril 1997, Big Mike publie son deuxième album, Still Serious, après quelques reports de date. Il fait mieux que son prédécesseur Somethin' Serious, atteignant la 16e place du Billboard 200. Le 25 mai 1999, Big Mike publie son troisième album Hard to Hit qui atteint la 63e place du Billboard 200. Insatisfait de cet album, Big Mike annonce son retrait de la scène, jusqu'à son retour le 25 octobre 2005 avec un quatrième album, Naw'Lins Phats, publié au label Blackstone,. Le 1er août 2006, il publie l'album  Keep It Playa.

## Discographie

### Albums studio
- 1994 : Somethin' Serious
- 1997 : Still Serious
- 1999 : Hard to Hit
- 2005 : Naw'Lins Phats
- 2006 : Keep It Playa
- 2009 : Serious As Can Be
- 2011 : Bayou Classic - Love.Faith.Honor.Loyalty
- 2013 : Fast Boy Music

### Mixtapes
- 2009 : Ridah Music Vol.1 (The Invitation)
- 2010 : The Reintroduction 2010
- 2011 : Full Circle Mixtape

### Avec les Convicts
- 1991 : Convicts

### Avec les Geto Boys
- 1993 : Till Death Do Us Part